# ديوكاليون

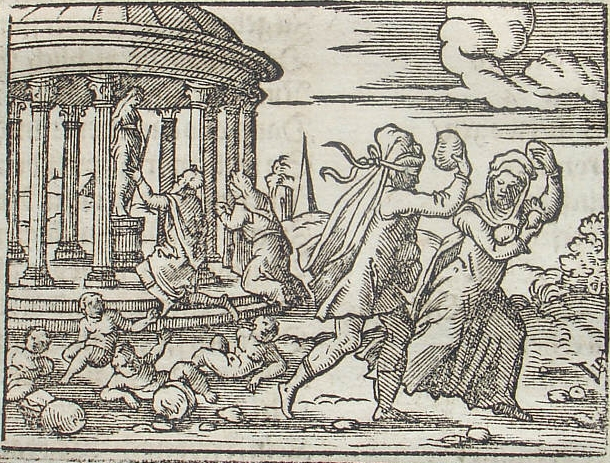

ديوكاليون هي أسطورة يونانية، وتعني أي الذي يأتي. بداية الأسطورة أن بطل الفيضان الشهير ديوكاليون، أنجب ثلاثة أبناء وهمًا، وهم أوريثيوس ملك اللوكريين، أما أمفيكتيون هو أول من فكر في خلط النبيذ بالماء، وهيللين هو أكبر الأبناء وأشهرهم؛ لأنه أصبح فيما بعد الجد الأكبر للشعب الإغريقي. تزوج هيللين من أورسيس وأنجب منها ثلاثة أبناء وهم: دوروس وكسوثوس وأيولوس. وقد هاجر الابن الأصغر دوروس الي جبال بارناسوس، وهو الجد الأكبر للجنس الدوري، وهرب الابن الثاني كسوثوس الي أثينا وتزوج من كريوسا ابنة الملك إريخثيوس وانجب منها ولدين وهما إيون وأخايوس، وأصبح إيون الجد الأكبر للجنس الأيوني، كما أصبح أخايوس الجد الأكبر للجنس الآخر. وفي نفس الوقت كان أريخثيوس ملكاًلأثينا وكانت له ابنة تدعي كريوسا. أيضاً في نفس الوقت حدث خلافاً بين الأخوات الثلاثة (دوروس، وإيولوس، وكسوثوس) حيث اتهم كلا من دوروس وإيولوس شقيقتهما الثالثة كسوثوس بالسرقة، وبعدها هرب كسوثوس الي أثينا، وهناك استضاف الملك أريخثيوس وزوجه من إبنته كريوسا، وقضي كسوثوس وكريوسا حياة مليئة بالسعادة، ومر عام تلو الآخر ولكنهما لم يرزقا بذرية، وكانت كريوسا تشتاق لأن تصبح أم، لأن تحركت بداخلها غريزة الأمومة، ولكن للأسف لم يحدث ذلك، على الرغم من ان كريوسا لم تكن عاقرا، لأنها قد انجبت طفلا قبل زواجها من كسوثوس، ولكنها حرمت من ولدها من قبل والده، ووالده هو الإله أبوللون.